# 2008 au Kosovo
Cet article présente les faits marquants de l'année 2008 au Kosovo.

## Évènements

Drapeau du Kosovo

- Vendredi 11 janvier : la Roumanie expose ses « réticences » face à l'éventuelle indépendance du Kosovo qui risque de provoquer une « avalanche » dans d'autres régions du monde tentées par la sécession.
- Lundi 28 janvier : réunion des ministres des Affaires étrangères dont le plan est d'envoyer sur place « 1 800 policiers et juristes européens » pour aider à l'émergence d'un État albanophone.
- Dimanche 17 février : proclamation de son indépendance face à la Serbie[1].
- Lundi 18 février : le nouvel État est reconnu par l'Afghanistan, le Costa Rica, l'Albanie, la France, la Turquie, la Grande-Bretagne et les États-Unis, alors que d'autres pays refusent de le reconnaître (Chine, Espagne, Chypre et Roumanie et que certains autres émettent de sérieuses réserves (Grèce, Portugal, République tchèque et Slovaquie).
- Du Mardi 19 février au Vendredi 28 mars, de nombreux autres pays reconnaissent officiellement le nouvel État, Australie et Sénégal (19 février), Allemagne, Lettonie et Malaisie (20 février), Estonie, Italie, Danemark et Luxembourg (21 février), Pérou (22 février), Belgique (24 février), Pologne (26 février), Suisse (27 février), Autriche (28 février), Irlande (29 février), Suède et Pays-Bas (4 mars), Islande et Slovénie (5 mars), Finlande (7 mars), Canada et Japon (18 mars), Liechtenstein (25 mars), Corée du Sud et Norvège (28 mars).
- Lundi 17 mars : à Mitrovica, des Serbes manifestent contre la déclaration d'indépendance du Kosovo qu'ils considèrent comme le berceau spirituel et historique de leur peuple. Il y a des affrontements avec la police de l'ONU puis avec les troupes de la KFOR qui les répriment.
- Jeudi 3 avril : le TPIY acquitte l'ancien chef de l'UÇK, puis ancien premier ministre kosovar, Ramush Haradinaj, accusé de crimes contre les Serbes commis entre 1998 et 1999. Le procureur avait réclamé 25 ans de réclusion, mais un des juges a indiqué que de nombreux témoins, victimes d'intimidations et de menaces, ont refusé de témoigner.
- Mercredi 9 avril : le parlement adopte à l'unanimité la première Constitution, deux mois après la proclamation de l'indépendance. Elle devrait entrer en vigueur le 15 mai.
- Lundi 14 avril : la Serbie demande au Tribunal pénal international d'ouvrir une enquête sur un présumé trafic d'organes prélevés sur des prisonniers serbes pendant la guerre du Kosovo. Ce trafic est révélé dans un livre de l'ex-procureur Carla Del Ponte. Il aurait concerné 300 Serbes et non-Albanais qui en 1999 auraient été transférés du Kosovo vers des cliniques en Albanie pour y être prélevés de leurs organes par des chirurgiens avant d'être tués.
- Jeudi 1er mai : le procureur du Tribunal pénal international de La Haye fait appel du jugement d'acquittement pour défaut de preuves de Ramush Haradinaj, considéré comme un criminel de guerre par les Serbes. Il avait lors de la guerre de 1999 était l'initiateur de nombreuses persécutions, meurtres et tortures contre les civils serbes et les opposants politiques. Le tribunal a reconnu l'atmosphère de peur qui a régné sur le procès, de nombreux témoins, victimes d'intimidation ayant renoncé à déposer.
- Dimanche 14 juin : la Constitution du Kosovo indépendant entre en vigueur ce qui marque une étape importante pour les Kosovars albanophone vers une souveraineté accrue.
- Octobre : l'assemblée générale des Nations unies autorise la Serbie à recourir à la Cour internationale de justice pour juger de la légalité de la déclaration d'indépendance du Kosovo. La première audience devant la CIJ aura lieu en avril 2009, et une seconde est prévue pour décembre 2009.
- Mardi 30 décembre 2008 : l'agression d'un adolescent serbe, blessé à l'arme blanche par deux jeunes Albanais, aggrave les divisions entre les deux communautés. Malgré l'arrestation des deux agresseurs, des centaines de Serbes ont depuis manifesté leur colère en mettant le feu à des commerces albanais et en s'en prenant aux véhicules immatriculés au Kosovo. Les tensions sont vives dans la ville entre la majorité albanaise et la minorité serbe depuis que le Kosovo a proclamé son indépendance de la Serbie en février. Environ 20 000 Serbes vivent encore dans le nord de la ville et considèrent toujours Belgrade comme leur capitale, refusant de reconnaître les autorités kosovares.